# Alameda El Porvenir
La Alameda El Porvenir es una importante alameda o jardín público en Bogotá, Colombia, la vía peatonal y ciclovía urbana más larga de Hispanoamérica. Con 17 km de recorrido, conecta a la comuna 3 La Despensa de Soacha (vecino de Bogotá) con las localidades bogotanas de Fontibón, Kennedy y Bosa atendiendo a una población de aproximadamente un millón y medio de ciudadanos
El Plan de Ordenamiento Territorial de Bogotá definió a la obra como alameda, ya que cuenta con franjas de circulación peatonal arborizadas y está dotado de mobiliario urbano y tramos de ciclorrutas. 

## Nombre
La denominación de esta vía peatonal viene del barrio El Porvenir, situado en el extremo nororiental de la localidad de Bosa y colindante con su vecina de Kennedy. 

## Historia

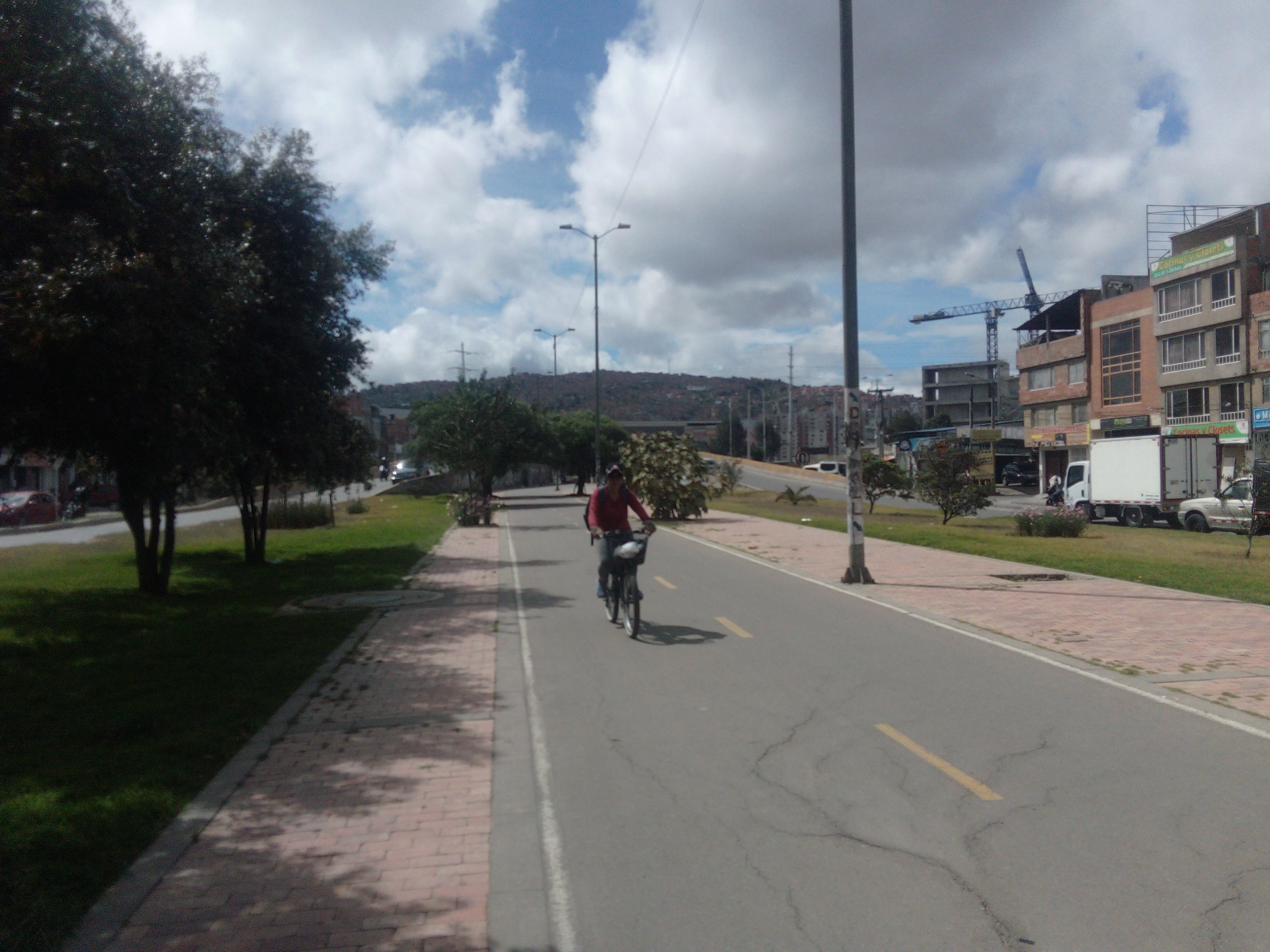
Punto de inicio de la ciclorruta en Soacha por Puente Terreros.

El proyecto surge del Plan de Desarrollo Formar Ciudad, que surgió entre 1995 y 1997. La obra se comenzó a construir durante la administración del alcalde Enrique Peñalosa (1998-2000) y se terminó en la de Antanas Mockus (2001-2003). El objetivo de este fue en convertirse en una alternativa de movilidad constituyéndose en una eje estructural al desarrollo urbano de la zona suroccidental de Bogotá.
El recorrido transcurre en medio de zonas verdes; conecta con las rutas alimentadoras de TransMilenio y zonales del SITP y en sus cercanías está la Biblioteca El Tintal además de las Urbanizaciones El Recreo, Campo Verde y El Porvenir. Cuenta con sendero peatonal arborizado iluminado, mobiliario urbano adecuado y ciclorutas. Su diseño está adecuado para que se acople a los futuros desarrollos de movilidad de la zona. Por lo pronto su conexión a las otras redes de movilidad de la ciudad aun es limitada mientras los proyectos no se adelanten.
En el 2010, es relevante el estado de deterioro de la obra. Se describen los daños en los adoquines, la falta de señalización, el robo del mobiliario urbano, la inseguridad y vandalismo. Se resalta el estado notorio de abandono de la vía, sobre todo en el municipio de Soacha, donde las invasiones de habitantes de calle y la acumulación de basura y escombros que se han establecido a lo largo de los barrios La María y Olivares, convirtiendo la zona en un foco de inseguridad tanto para Soacha como para Bosa, que finalmente dañaron un kilómetro completo de su trazado incluyendo la construcción de la avenida Las Torres, mientras que en la última localidad hay tramos interrumpidos desde San Bernardino hasta Potreritos. 
Parte del tramo sur fue incorporado a la ampliación de la avenida Terreros para completar su conexión las ciclorutas de Ciudad Verde, al cual también se conecta vía terrestre por el paso de La Isla y luego por la variante de Bosa San José hasta la calle 86 Sur en Bosa San Diego y conectarlo nuevamente a la urbanización El Recreo, pasando por Potreritos y Campo Verde.

### Premios
En el 2002 obtiene el premio de la XIII Bienal de Quito en la categoría mejor diseño urbano.  Posteriormente en el 2003, el diseño fue incluido en la exposición del Instituto Van Alen de Nueva York, titulado como Infraestructura para vivir como muestra de un concepto novedoso para organizar la vida urbana alrededor de grandes vías peatonales y para bicicleta. En el 2006 recibido el premio al mejor proyecto urbano de planeación dado su impacto urbano.